# Arvanité
Arvanité (řecky Αρβανίτες, arvanitština: Arbëreshë nebo Αρbε̰ρεσ̈ε̰) jsou skupina v Řecku, kteří tradičně hovoří arvanitštinou – dialektem albánštiny. Řecko osídlili v pozdním středověku a do 19. století v některých regionech jako Peloponés a Attika tvořili významnou část obyvatelstva.
Arvanité se díky pravoslavnému křesťanství již od středověku považují za Řeky a nepatří k Albánii nebo Albáncům.
V letech 1921–1923, po výměně obyvatelstva mezi Řeckem a Tureckem, do Řecka přišlo cca 2 000 000 Řeků z Anatolie. Tito Řekové osídlili hlavně Makedonii a Attiku, tedy území, na kterém řecky mluvící lidé netvořili většinu. Mnoho Arvanitů se hellenizovalo poté, co odešli do velkých měst. Sčítání z roku 1934 udává počet Arvanitů v Attice 70 000. Sčítání z roku 1976 udává počet Arvanitů v Attice a Bojótii 140 000. Dnes jich je přibližně 200 000 v celém Řecku, ale jejich menšinové postavení není uznáváno a jsou označováni za albanofonní Řeky. Předpokládá se, že přibližně 300 000 Řeků má předka Arvanitu. Díky urbanizaci a míšení je už nepomíšených Arvanitů velmi málo a jde především o starší lidi.

## Antropologie
V sedmdesátých letech provedl antropolog Theodoros Pitsios antropologickou analýzu Arvanitů, když zkoumal oblasti osídlené Arvanity v jižním Řecku a na Peloponésu. Zjistilo se, že se Arvanité a Řekové antropologicky vůbec neliší, naopak, že jsou značně odlišní od Albánců. Tato analýza vedla k hypotéze, že většina moderních Arvanitů vlastně nejsou potomci původních Arvanitů, kteří v 11.–16. století osídlili Řecko, ale jsou to pouze původní Řekové, kteří se měli poalbánštit po příchodu Arvanitů do těchto oblastí. Ale tato teorie potvrzena není. Některé teorie říkají, že Arvanité jsou poalbánštění Řekové, kteří obývali dnešní Albánii a když osídlili Řecko, mluvili již albánsky. Jiná (albánská nacionalistická) teorie říká, že Arvanité jsou potomci původních starověkých obyvatel Řecka, kteří zde sídlili ještě před příchodem Řeků. Jelikož se analýza jejich DNA neuskutečnila, nelze žádnou z těchto hypotéz potvrdit.